# Europawahl in Tschechien 2014
- KSČM: 3
- ČSSD: 4
- ANO: 4
- KDU: 3
- TOP 09: 4
- ODS: 2
- Svobodní: 1

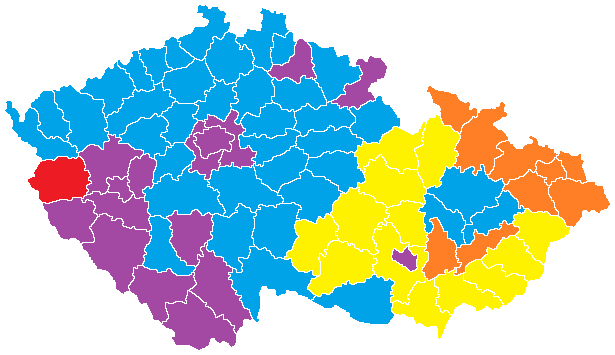
Wahlsieger nach Wahlkreis
(blau: ANO, lila: TOP 09, gelb: KDU-ČSL, orange: ČSSD, rot: KSČM)

Die Europawahl in Tschechien 2014 fand am 23. und 24. Mai 2014 statt. Sie wurde im Rahmen der EU-weit stattfindenden Europawahl 2014 durchgeführt, wobei in Tschechien 21 der 751 Sitze im Europäischen Parlament vergeben wurden.

## Wahlsystem
Das ganze Gebiet Tschechiens bildet einen Wahlbezirk. Die Wahlen fanden während zwei Tagen statt – am Freitag (14 bis 22 Uhr) und am Samstag (8 bis 14 Uhr). Die Stimmen werden nach dem D’Hondt-Verfahren in Mandate umgerechnet. Es gibt eine Sperrklausel von 5 %. Der Wähler kann zwei Kandidaten eine Präferenzstimme erteilen. Falls ein Kandidat Präferenzstimmen von mindestens 5 % der gültigen abgegebenen Stimmen für seine Partei oder Wahlkoalition erhält, bekommt er das Mandat. Falls mehrere Kandidaten mindestens 5 % an Präferenzstimmen erhalten, werden die Kandidaten nach Präferenzstimmenzahl gereiht.
Aktiv wahlberechtigt ist jeder tschechische Staatsbürger, der spätestens am zweiten Wahltag das Alter von 18 Jahren erreicht hat, sowie jeder Staatsbürger eines anderen Mitgliedstaates, der spätestens am zweiten Wahltag das Alter von 18 Jahren erlangte und mindestens 45 Tage im Bevölkerungsregister eingetragen ist. Im Ausland lebende Staatsbürger, welche in Tschechien an der Europawahl teilnehmen wollen, können nur persönlich auf tschechischem Staatsgebiet wählen.
Passiv wahlberechtigt ist jeder tschechische Staatsbürger, der spätestens am zweiten Wahltag das Alter von 21 Jahren erlangte, und jeder Staatsbürger eines anderen Mitgliedstaates, der spätestens am zweiten Wahltag das Alter von 21 Jahren erlangte und mindestens 45 Tage im Bevölkerungsregister eingetragen ist.
Im Vergleich zu der vorherigen Legislaturperiode stellt Tschechien mit 21 Sitzen einen Sitz weniger im Europaparlament.

## Teilnehmende Parteien
Zur Wahl traten 857 Kandidaten auf 38 Listen an. Folgende Parteien sind im Abgeordnetenhaus oder im Senat vertreten oder werden in den Wahlumfragen genannt :
| Partei | Partei                                                                          | Sitze im EP | Sitze im EP | Europapartei | Fraktion |
| Partei | Partei                                                                          | 2009        | 2014        | Europapartei | Fraktion |
| ------ | ------------------------------------------------------------------------------- | ----------- | ----------- | ------------ | -------- |
|        | Tschechische Sozialdemokratische Partei (ČSSD)                                  | 7           | 4           | SPE          | S&D      |
|        | Aktion unzufriedener Bürger (ANO 2011)                                          | —           | 4           | —            | 1        |
|        | Kommunistische Partei Böhmens und Mährens (KSČM)                                | 4           | 3           | 2            | GUE/NGL  |
|        | Tradition, Verantwortung, Wohlstand (TOP 09) und Starostové (STAN)              | 1           | 4           | EVP          | EVP      |
|        | Demokratische Bürgerpartei (ODS)                                                | 9           | 2           | AECR         | ECR      |
|        | Morgendämmerung der direkten Demokratie (Úsvit)                                 | —           | 0           | —            | —        |
|        | Christliche und Demokratische Union – Tschechoslowakische Volkspartei (KDU-ČSL) | 1 3         | 3           | EVP          | EVP      |
|        | Partei der Grünen (SZ)                                                          | —           | 0           | EGP          | —        |
|        | Tschechische Piratenpartei (Pirati)                                             | —           | 0           | PPEU         | —        |
|        | Nationale Sozialisten – Linke des 21. Jahrhunderts (LEV 21)                     | —           | 0           | —            | —        |
|        | Věci veřejné (VV)                                                               | —           | 0           | —            | —        |
|        | Strana svobodných občanů (Svobodní)                                             | —           | 1           | —            | —        |

## Umfragen
| Datum      | Institut  | ODS  | ČSSD | KSČM | KDU-ČSL | VV  | SZ  | ANO  | TOP 09 | LEV 21 | Úsvit | Piráti | Svobodní | Sonstige |
| ---------- | --------- | ---- | ---- | ---- | ------- | --- | --- | ---- | ------ | ------ | ----- | ------ | -------- | -------- |
| 16.05.2014 | Herzmann  | 7,2  | 12,5 | 12,2 | 4,6     | –   | 4,9 | 20,1 | 14,2   | –      | 7,7   | 4,3    | 4,7      | 7,6      |
| 28.04.2014 | STEM      | 7,4  | 18,5 | 11,9 | 6,7     | –   | 2,0 | 24,7 | 10,7   | –      | 2,0   | 1,9    | 2,6      | 11,6     |
| 28.04.2014 | CVVM      | 8,0  | 23,0 | 10,0 | 9,0     | –   | 5,0 | 28,0 | 11,0   | –      | 2,0   | –      | –        | 4,0      |
| 22.04.2014 | Herzmann  | 7,6  | 14,1 | 11,1 | 3,8     | 1,2 | 2,9 | 22,2 | 9,6    | 1,0    | 8,9   | 3,4    | 4,8      | 5,8      |
| 13.04.2014 | SANEP     | 5,4  | 20,1 | 14,5 | 5,2     | 2,8 | 2,9 | 23,2 | 8,2    | 4,0    | 3,2   | 3,2    | –        | 7,3      |
| 31.03.2014 | SANEP     | 6,0  | 18,9 | 15,9 | 5,7     | 3,1 | 4,0 | 20,6 | 8,4    | 5,0    | 3,3   | 3,5    | –        | 5,6      |
| 26.03.2014 | CVVM      | 6,0  | 23,0 | 11,0 | 5,0     | –   | 3,0 | 24,0 | 10,0   | –      | 3,0   | –      | –        | 1,0      |
| 10.03.2014 | SANEP     | 6,4  | 19,3 | 16,2 | 6,2     | 3,4 | 2,9 | 21,8 | 9,1    | 4,7    | 3,1   | 2,7    | –        | 3,9      |
| Wahl 2009  | Wahl 2009 | 31,5 | 22,4 | 14,2 | 7,6     | 2,4 | 2,1 | n.k. | n.k.   | n.k.   | n.k.  | n.k.   | n.k.     | 19,9     |

## Ergebnis
| Listen                         | Listen                                                        | Stimmen   | %    | Mandate |
| ------------------------------ | ------------------------------------------------------------- | --------- | ---- | ------- |
|                                | ANO 2011                                                      | 244.501   | 16,1 | 4       |
|                                | TOP 09 – STAN                                                 | 241.747   | 16,0 | 4       |
|                                | Česká strana sociálně demokratická                            | 214.800   | 14,2 | 4       |
|                                | Komunistická strana Čech a Moravy                             | 166.478   | 11,0 | 3       |
|                                | Křesťanská a demokratická unie – Československá strana lidová | 150.792   | 10,0 | 3       |
|                                | Občanská demokratická strana                                  | 116.389   | 7,7  | 2       |
|                                | Strana svobodných občanů                                      | 79.540    | 5,2  | 1       |
|                                | Česká pirátská strana                                         | 72.514    | 4,8  | –       |
|                                | Strana zelených                                               | 57.240    | 3,8  | –       |
|                                | Úsvit přímé demokracie                                        | 47.306    | 3,1  | –       |
|                                | Strana zdravého rozumu                                        | 24.724    | 1,6  | –       |
|                                | Komunistická strana Československa                            | 8.549     | 0,6  | –       |
|                                | Pravý blok                                                    | 8.028     | 0,5  | –       |
|                                | SNK Evropští demokraté                                        | 7.961     | 0,5  | –       |
|                                | Dělnická strana sociální spravedlnosti – Strana pro Evropu    | 7.902     | 0,5  | –       |
|                                | Liberálně-ekologická strana                                   | 7.514     | 0,5  | –       |
|                                | NE Bruselu – Národní demokracie                               | 7.109     | 0,5  | –       |
|                                | Národní socialisté – levice 21. století                       | 7.099     | 0,5  | –       |
|                                | Věci veřejné                                                  | 6.988     | 0,5  | –       |
|                                | Moravané                                                      | 6.614     | 0,4  | –       |
|                                | VIZE 2014                                                     | 3.698     | 0,2  | –       |
|                                | Občanská konzervativní strana                                 | 3.481     | 0,2  | –       |
|                                | Sonstige < 0,2 %                                              | 24.518    | 1,6  | –       |
| Gesamt                         | Gesamt                                                        | 1.515.492 | 100  | 21      |
|                                |                                                               |           |      |         |
| Ungültige Stimmen              | Ungültige Stimmen                                             | 11.875    | 0,8  |         |
| Wähler                         | Wähler                                                        | 1.527.367 | 18,2 |         |
| Wahlberechtigte                | Wahlberechtigte                                               | 8.395.132 |      |         |
|                                |                                                               |           |      |         |
| Quelle: Český statistický úřad |                                                               |           |      |         |

Folgende weitere Parteien treten an:
- Koalice SP a NO!: Strana práce (SP) und NESPOKOJENÍ OBČANÉ! (NO)
- Česká strana regionů (CSR)
- Tschechische Krone (KČ)
- Klub der engagierten Parteilosen (KAN)
- Republika
- Česká Suverenita (ČS)
- HNUTÍ SOCIÁLNĚ SLABÝCH (HSS)
- Bürger 2011 (OBČANÉ 2011)
- Aktiv unabhängiger Bürger (ANEO)
- Demokratische Partei der Roma (RDS)
- REPUBLIKÁNSKÁ STRANA ČECH, MORAVY A SLEZSKA (RSČMS)
- Hnutí na podporu dobrovolných hasičů a dalších dobrovolníků (HNPD)
- ANTIBURSÍK - STOP EKOTERORU ! (ABS)
- Strana rovných příležitostí (SRP)
- evropani.cz (evropani)
- Česká strana národně sociální (ČSNS)

## Fraktionen im Europäischen Parlament
| Liste/Partei                   | Liste/Partei                                                  | Liste/Partei                                                  | Liste/Partei                                                  | Mandate | Fraktion |
| ------------------------------ | ------------------------------------------------------------- | ------------------------------------------------------------- | ------------------------------------------------------------- | ------- | -------- |
|                                | ANO 2011                                                      | ANO 2011                                                      | ANO 2011                                                      | 4 / 21  | ALDE     |
|                                | TOP 09 – STAN                                                 |                                                               | TOP 09                                                        | 3 / 21  | EVP      |
|                                | TOP 09 – STAN                                                 | Starostové a nezávislí                                        | 1 / 21                                                        | EVP     |          |
|                                | Česká strana sociálně demokratická                            | Česká strana sociálně demokratická                            | Česká strana sociálně demokratická                            | 4 / 21  | S&D      |
|                                | Komunistická strana Čech a Moravy                             | Komunistická strana Čech a Moravy                             | Komunistická strana Čech a Moravy                             | 3 / 21  | GUE/NGL  |
|                                | Křesťanská a demokratická unie – Československá strana lidová | Křesťanská a demokratická unie – Československá strana lidová | Křesťanská a demokratická unie – Československá strana lidová | 3 / 21  | EVP      |
|                                | Občanská demokratická strana                                  | Občanská demokratická strana                                  | Občanská demokratická strana                                  | 2 / 21  | EKR      |
|                                | Strana svobodných občanů                                      | Strana svobodných občanů                                      | Strana svobodných občanů                                      | 1 / 21  | EFDD     |
|                                |                                                               |                                                               |                                                               |         |          |
| Quelle: Europäisches Parlament |                                                               |                                                               |                                                               |         |          |